# Skriet vid midnatt
Skriet vid midnatt (engelska: House on Haunted Hill) är en amerikansk skräckfilm från 1959 i regi av William Castle.

## Rollista i urval
- Vincent Price – Frederick Loren
- Carol Ohmart – Annabelle Loren
- Richard Long – Lance Schroeder
- Alan Marshal – Dr. David Trent
- Carolyn Craig – Nora Manning
- Elisha Cook Jr. – Watson Pritchard
- Julie Mitchum – Ruth Bridgers
- Leona Anderson – Mrs. Slydes
- Howard Hoffman – Jonas
- Skelettet – sig själv